# Paris-Tours de 2015
A 109.ª edição da Paris-Tours disputou-se no domingo 11 de outubro de 2015 por um traçado de 231 quilómetros com início em Chartres e com o tradicional final na avenida de Grammont em Tours, com três cotas nos últimos 31 quilómetros (dois nos últimos 10).
Esteve enquadrada no UCI Europe Tour de 2015 dentro da categoria 1.hc (máxima categoria destes circuitos).

## Equipas
| Equipes WorldTeam (10)- AG2R La Mondiale - BMC Racing Team - Etixx-Quick Step - FDJ - IAM Cycling - Lotto-Soudal - Giant-Alpecin - Lotto NL-Jumbo - Tinkoff-Saxo - Trek Factory Racing Equipes profissionais Continentais (9)- Bora-Argon 18 - Bretagne-Séché Environnement - Cofidis, Solutions Crédits - Europcar - MTN-Qhubeka - Roompot Oranje Peloton - Team Novo Nordisk - Topsport Vlaanderen-Baloise - Wanty-Groupe Gobert Equipes Continentais (4)- Armée de terre - Auber 93 - Marseille 13 KTM - Roubaix Lille Métropole |
| |

Participaram 23 equipas: 10 de categoria UCI ProTeam (Lotto Soudal, Etixx-Quick Step, FDJ, IAM Cycling, BMC Racing Team, Team Giant-Alpecin, Team LottoNL-Jumbo, AG2R La Mondiale, Tinkoff-Saxo, Trek Factory Racing); 9 de categoria Profissional Continental (Topsport Vlaanderen-Baloise, Wanty-Groupe Gobert, Cofidis, Solutions Crédits, Team Europcar, MTN Qhubeka, Roompot Oranje Peloton, Bretagne-Séché Environnement, Team Novo Nordisk e Bora-Argon 18); e os 4 franceses de categoria Continental (Team Marseille 13-KTM, Armée de terre, Auber 93 e Roubaix Lille Métropole). Formando assim um pelotão de 182 ciclistas, de 8 corredores a cada equipa (excepto a Team Marseille 13-KTM e a BMC Racing, que saíram com 7), dos que acabaram 106.

## Relato da carreira
O ganhador final foi Matteo Trentin depois de impor-se a Tosh Van Der Sande e a Greg Van Avermaet.
Além da vitória, Trentin conseguiu estabelecer um novo recorde para o Ruban Jaune, ao percorrer os 231 quilómetros em 4 horas 39 minutos e 12 segundos, a uma média de velocidade de 49,641 km/h.
Corrida a uma velocidade média de 49,642 km/h, trata-se da edição mais rápida da história de Paris-Tours, sobresaindo a média de 48,929 km/h estabelecido por Andrei Tchmil durante a edição 1997.
Beneficiando de vento favorecedor durante a maior parte da prova, 52,5 quilómetros estão percorridos durante a primeira hora de carreira. Desde o 8.º quilómetro uma trintena de corredores isolam-se em cabeça de carreira e disputar-se-ão a vitória no final.

## Classificação final
| \| Classificação geral \| Classificação geral \| Classificação geral \| Classificação geral \| Classificação geral \| \| Ciclista \| Ciclista \| Equipe \| Tempo \| \| \| ------------------- \| ------------------- \| --------------------------- \| ------------------- \| ------------------- \| \| 1. \| Matteo Trentin \| Etixx-Quick Step \| + 4h39m12s \| \| \| 2. \| Tosh Van der Sande \| Lotto-Soudal \| + 0s \| \| \| 3. \| Greg Van Avermaet \| BMC Racing Team \| + 4s \| \| \| 4. \| Tiesj Benoot \| Lotto-Soudal \| + 20s \| \| \| 5. \| Roy Jans \| Wanty-Groupe Gobert \| + 20s \| \| \| 6. \| Yves Lampaert \| Etixx-Quick Step \| + 20s \| \| \| 7. \| Heinrich Haussler \| IAM Cycling \| + 20s \| \| \| 8. \| Edward Theuns \| Topsport Vlaanderen-Baloise \| + 20s \| \| \| 9. \| Mike Teunissen \| LottoNL-Jumbo \| + 20s \| \| \| 10. \| Pim Ligthart \| Lotto-Soudal \| + 20s \| \| |                    |                             |            |
| |                    |                             |            |
| Fontes: ProCyclingStats Cycling Archives |                    |                             |            |
| Classificação geral |                    |                             |            |
| Ciclista | Ciclista           | Equipe                      | Tempo      |
| 1. | Matteo Trentin     | Etixx-Quick Step            | + 4h39m12s |
| 2. | Tosh Van der Sande | Lotto-Soudal                | + 0s       |
| 3. | Greg Van Avermaet  | BMC Racing Team             | + 4s       |
| 4. | Tiesj Benoot       | Lotto-Soudal                | + 20s      |
| 5. | Roy Jans           | Wanty-Groupe Gobert         | + 20s      |
| 6. | Yves Lampaert      | Etixx-Quick Step            | + 20s      |
| 7. | Heinrich Haussler  | IAM Cycling                 | + 20s      |
| 8. | Edward Theuns      | Topsport Vlaanderen-Baloise | + 20s      |
| 9. | Mike Teunissen     | LottoNL-Jumbo               | + 20s      |
| 10. | Pim Ligthart       | Lotto-Soudal                | + 20s      |